# Giustiniana Wynne
Giustiniana Wynne (Venezia, 21 gennaio 1737 – Padova, 22 agosto 1791) è stata una scrittrice italiana, cittadina della Repubblica di Venezia.

## Biografia

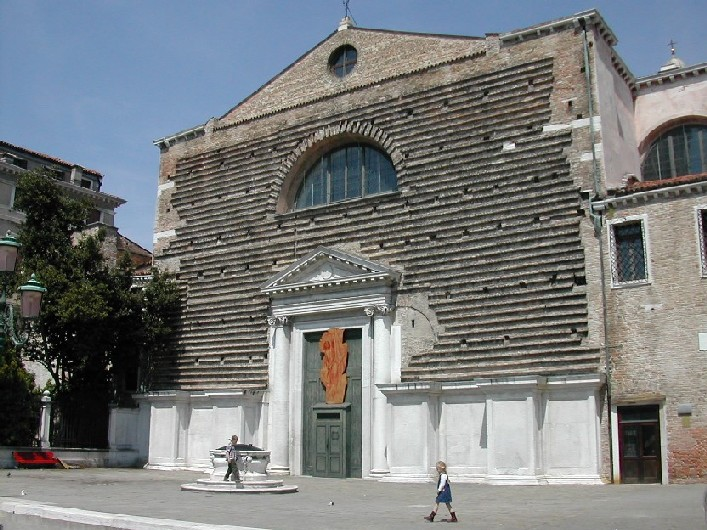
Chiesa di San Marcuola a Venezia, dove la Wynne ricevette il battesimo

Figlia del gentiluomo inglese Richard Wynne e della veneziana Anna Gazini, nacque a Venezia. Oltre che nella città lagunare, visse a Parigi, Londra e Padova.
Fu amica di Giacomo Casanova. Intrattenne una relazione con Andrea Memmo, un patrizio di primo piano nella Repubblica di Venezia, che destò un notevole scandalo, lasciando nei due protagonisti una traccia profondissima che durò tutta la vita. L'epistolario dei due, di una freschezza e brillantezza notevoli, è stato conservato in vari frammenti e costituisce un interessantissimo spaccato che documenta la vita quotidiana del Settecento.
Dopo il matrimonio con l'anziano conte Filippo Orsini Rosenberg (1691-1765), avvenuto nel 1761, e la successiva vedovanza, ritornata a Venezia nel 1770 iniziò una carriera di scrittrice, ottenendo un discreto successo. Si trasferì in seguito a Padova, dove trascorse serenamente gli ultimi anni, brillando nei salotti per la sua finezza e cultura. Morì prematuramente a 54 anni. La contessa è sepolta nella chiesa di San Benedetto Vecchio, a Padova.

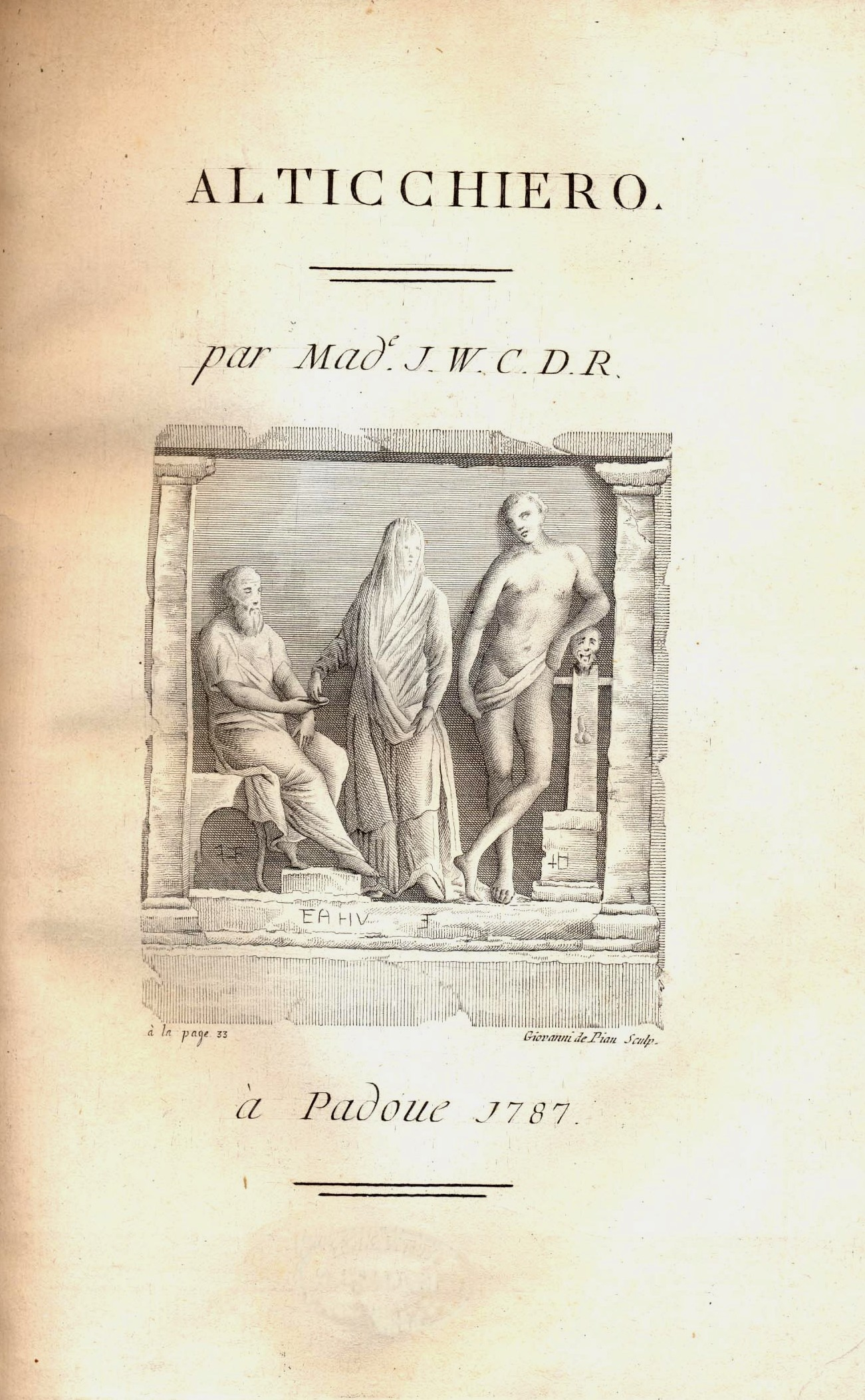
Alticchiero, edizione di Padova, 1787

## Opere
- Du sejour des comtes du Nord à Venise en Janvier MDCCLXXXII: Lettre de Mme la comtesse Douairière des Ursins, et Rosenberg à Mr. Richard Wynne, son frère, à Londres, Londra (1782)
- Moral and Sentimental Essays on miscellaneous subjects, written in retirement, on yhe banks of the Brenta, in the Venetian state (2 voll.), Londra, (1785)
- Pièces morales & sentimentales de Madame J.W.C. Ècrites à une Campagne, sur le Rivages de la Brenta, dans l'Ètat venitien A Londre chez Robson, New Bond Street (2 voll.), Londra (1785)
- Il trionfo de' gondolieri; ovvero novella viniziana plebea scritta in idioma francese da Madame G. W. C-t-ssa di R-s-g. Recata nell'italiano da L(odovico) A(ntonio) L(oschi), In Venezia nella stamperia Graziosi in S.Apollinare. Venezia (1786)
- Alticchiero, a Mr. Huber de Genève, J.C.D.R.(1786?)
- A André Memmo Chevalier de l'Etoile Dor et procurateur de Saint Marc, à l'occasion du mariage de sa fille Aineé avec Louis Mocenigo Venezia 30 aprile 1787: Stamperia Giuseppe Rosa. Venezia (1787)
- Alticchiero. Par Mad.e J.W.C.D.R. à Padoue. ma Venezia, per i tipi di Nicolò Bettinelli. (1787).
- Les Morlacques, Modena (1788), in collaborazione con Bartolomeo Benincasa.
- Du sejour des comtes du Nord à Venise en Janvier MDCCLXXXII: Lettre de Mme la comtesse Douairière des Ursins, et Rosenberg à Mr. Richard Wynne, son frère, à Londres, Elibron Classics. Chesnut Hill (2001)
- Les Morlacques Jella: Oder Das Morlachische Madchen, Part. 1-2 (1797). Whitefish, MT (USA), Kessinger publishing (2009)